# La Lande-Saint-Léger
La Lande-Saint-Léger és un municipi francès situat al departament de l'Eure i a la regió de Normandia. L'any 2007 tenia 283 habitants.

## Demografia

### Població
El 2007 la població de fet de La Lande-Saint-Léger era de 283 persones. Hi havia 110 famílies de les quals 22 eren unipersonals (13 homes vivint sols i 9 dones vivint soles), 40 parelles sense fills, 44 parelles amb fills i 4 famílies monoparentals amb fills.
La població ha evolucionat segons el següent gràfic:
Habitants censats

### Habitatges
El 2007 hi havia 151 habitatges, 104 eren l'habitatge principal de la família, 41 eren segones residències i 7 estaven desocupats. 147 eren cases i 2 eren apartaments. Dels 104 habitatges principals, 85 estaven ocupats pels seus propietaris, 17 estaven llogats i ocupats pels llogaters i 2 estaven cedits a títol gratuït; 4 tenien dues cambres, 21 en tenien tres, 22 en tenien quatre i 56 en tenien cinc o més. 74 habitatges disposaven pel capbaix d'una plaça de pàrquing. A 52 habitatges hi havia un automòbil i a 44 n'hi havia dos o més.

### Piràmide de població
La piràmide de població per edats i sexe el 2009 era:
| Homes | Edats   | Dones |
| ----- | ------- | ----- |
| 0     | 95 o +  | 0     |
| 0     | 90 a 94 | 0     |
| 0     | 85 a 89 | 0     |
| 4     | 80 a 84 | 4     |
| 8     | 75 a 79 | 12    |
| 0     | 70 a 74 | 0     |
| 4     | 65 a 69 | 0     |
| 8     | 60 a 64 | 4     |
| 4     | 55 a 59 | 8     |
| 8     | 50 a 54 | 8     |
| 12    | 45 a 49 | 8     |
| 8     | 40 a 44 | 4     |
| 12    | 35 a 39 | 4     |
| 8     | 30 a 34 | 4     |
| 12    | 25 a 29 | 8     |
| 8     | 20 a 24 | 0     |
| 16    | 15 a 19 | 0     |
| 8     | 10 a 14 | 4     |
| 4     | 5 a 9   | 0     |
| 8     | 0 a 4   | 0     |

## Economia
El 2007 la població en edat de treballar era de 188 persones, 137 eren actives i 51 eren inactives. De les 137 persones actives 125 estaven ocupades (69 homes i 56 dones) i 11 estaven aturades (7 homes i 4 dones). De les 51 persones inactives 19 estaven jubilades, 17 estaven estudiant i 15 estaven classificades com a «altres inactius».

### Ingressos
El 2009 a La Lande-Saint-Léger hi havia 102 unitats fiscals que integraven 272 persones, la mediana anual d'ingressos fiscals per persona era de 16.539,5 €.

### Activitats econòmiques
Dels 11 establiments que hi havia el 2007, 1 era d'una empresa alimentària, 4 d'empreses de construcció, 2 d'empreses de comerç i reparació d'automòbils, 3 d'empreses de serveis i 1 d'una entitat de l'administració pública.
Dels 4 establiments de servei als particulars que hi havia el 2009, 1 era un guixaire pintor, 1 lampisteria i 2 electricistes.
L'any 2000 a La Lande-Saint-Léger hi havia 20 explotacions agrícoles que ocupaven un total de 869 hectàrees.

## Poblacions més properes
El següent diagrama mostra les poblacions més properes.